# Palmanova
Palmanova (Palme in friulano) è un comune italiano di 5 301 abitanti dell'ente di decentramento regionale di Udine, in Friuli-Venezia Giulia.
Città fortezza fondata dai Veneziani nel 1593, è chiamata la "città stellata" per la sua pianta poligonale a stella con 9 punte.

## Geografia fisica

### Territorio
Si trova nella pianura friulana centrale, 20 km a sud di Udine, nel punto di incontro tra l'autostrada A23 Udine-Tarvisio e A4 Torino-Trieste. Dista 17 km da Aquileia, 27 km da Grado, 28 km da Gorizia e 55 km da Trieste e da Pordenone.
L'area totale del territorio interno è pari a 1,46 km quadrati. Tale area è ottenuta come somma delle aree dei 9 triangolini isosceli (ognuno con area pari a 0,0267 km quadri) più l'area del cerchio inscritto avente area pari a 1,22 km quadrati.

### Clima
Appartiene alla zona climatica E.

## Storia

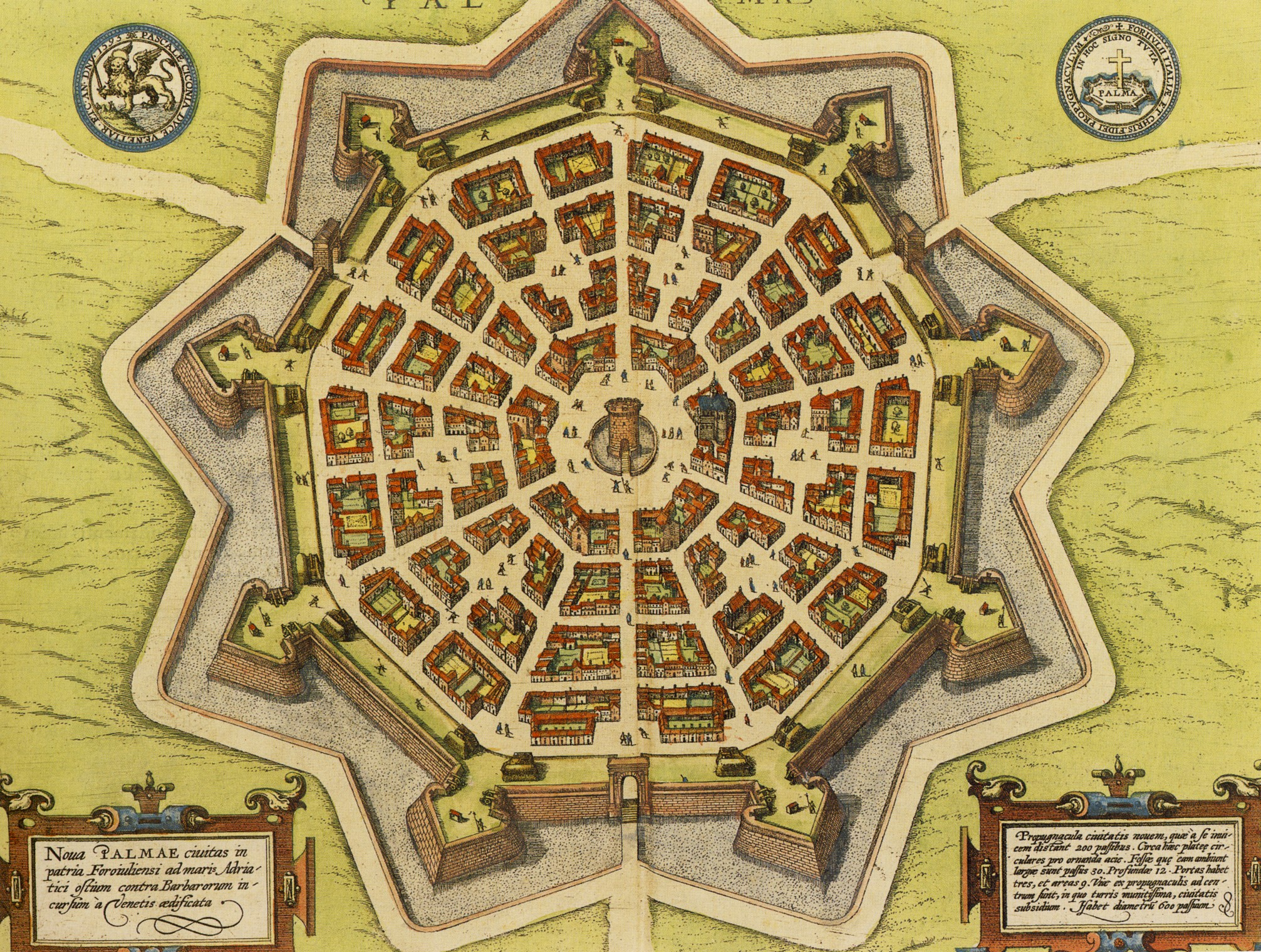
Antica pianta di Palmanova, probabilmente risalente al 1600.

Nel 1521 la repubblica di Venezia stipulò con l'Austria il trattato di Worms, ponendo fine a una lunga e logorante guerra che era costata alla Serenissima la fortezza di Gradisca (1511). Il Trattato di Worms stabilì dei confini piuttosto anomali, a "macchia di leopardo", con enclavi veneziane situate all'interno dei territori assegnati agli Asburgo e possedimenti austriaci individuati nel cuore del territorio veneziano, determinando una situazione di forte instabilità e ambiguità nei confronti dello storico nemico della serenissima. La repubblica di san Marco era particolarmente vulnerabile lungo il suo delicato confine orientale, e simili sistemazioni non potevano che accrescere la tensione e le rivendicazioni territoriali, in un clima geopolitico reso molto difficile delle incursioni degli Ottomani (1477, 1478) giunti a saccheggiare e incendiare San Vendemiano vicino a Vittorio Veneto nel 1499.
In questo clima di incertezza e di preoccupazione per l'integrità territoriale veneziana, il Senato della repubblica decise la costruzione di una fortezza in un punto vicinissimo al confine con gli Asburgo in una lingua del territorio compreso tra Udine e Marano Lagunare (città fortificate in mano a Venezia) incuneato in territorio austriaco.
Alla realizzazione del progetto prese parte una squadra di ingegneri, trattatisti, esperti architetti militari facenti capo all'Ufficio Fortificazioni di Venezia, tra i quali il soprintendente generale Giulio Savorgnan, principale progettista della fortezza. Il 7 ottobre 1593 venne posata la prima pietra per la costruzione della nuova fortezza e Marc'Antonio Barbaro fu nominato primo provveditore generale di Palma.
Durante il periodo veneto la fortezza fu dotata di due cerchie di fortificazioni con cortine, baluardi, falsebraghe, fossato e rivellini a protezione delle tre porte d'ingresso alla città.
Palmanova fu concepita soprattutto come macchina da guerra: il numero dei bastioni e la lunghezza dei lati furono stabiliti in base alla gittata dei cannoni del tempo.
Nel 1797 un maggiore austriaco entrò con l'inganno in fortezza e riuscì a conquistare Palmanova che finì però rapidamente sotto il controllo francese.
Dopo la pace di Campoformio Palmanova ritornò nuovamente agli austriaci che la tennero per qualche anno; nel 1805 i francesi rioccuparono la città stellata e in questo periodo fu realizzata la terza cerchia di fortificazioni con le lunette napoleoniche. Nel 1814 Palmanova ritornò agli Asburgo.
Durante il dominio austriaco (1815-1866) fu costruito il Teatro Sociale, destinato a diventare fucina di valori risorgimentali: nel 1848 i cittadini della fortezza, con in testa il generale Zucchi, si sollevarono contro gli austriaci, assumendo il controllo della città e subendo un lungo assedio al quale alla fine dovettero cedere.
Nel 1866 Palmanova venne annessa al Regno d'Italia. Durante la prima guerra mondiale la fortezza fu centro di smistamento e rifornimento per le truppe sull'Isonzo, nonché sede di ospedale da campo, il 6 aprile del 1916 subì un bombardamento da parte di un aereo austroungarico che costò la vita a quattro persone, due militari e due civili. Dopo la rotta di Caporetto Palmanova fu incendiata dalle truppe italiane in ritirata.
Alla fine della seconda guerra mondiale l'arciprete Giuseppe Merlino fece recedere i tedeschi in ritirata dalla decisione di far brillare i depositi di munizioni ed esplosivi, operazione che avrebbe probabilmente causato la distruzione di gran parte della città.
Con decreto del presidente della Repubblica nel 1960 Palmanova fu proclamata monumento nazionale.
Dal 9 luglio 2017 la fortezza di Palmanova è entrata a far parte del patrimonio dell'umanità UNESCO, nel sito seriale transnazionale "Opere di difesa veneziane tra XVI e XVII secolo: Stato da Terra-Stato da Mar occidentale".
Nel 2018 è stata inserita fra i Borghi più belli d'Italia.

### Simboli
(Descrizione araldica dello stemma)
(Descrizione araldica del gonfalone)
(Descrizione araldica della bandiera)

Lo stemma e il gonfalone sono stati concessi con il decreto del presidente della Repubblica del 28 gennaio del 1972.

## Monumenti e luoghi d'interesse

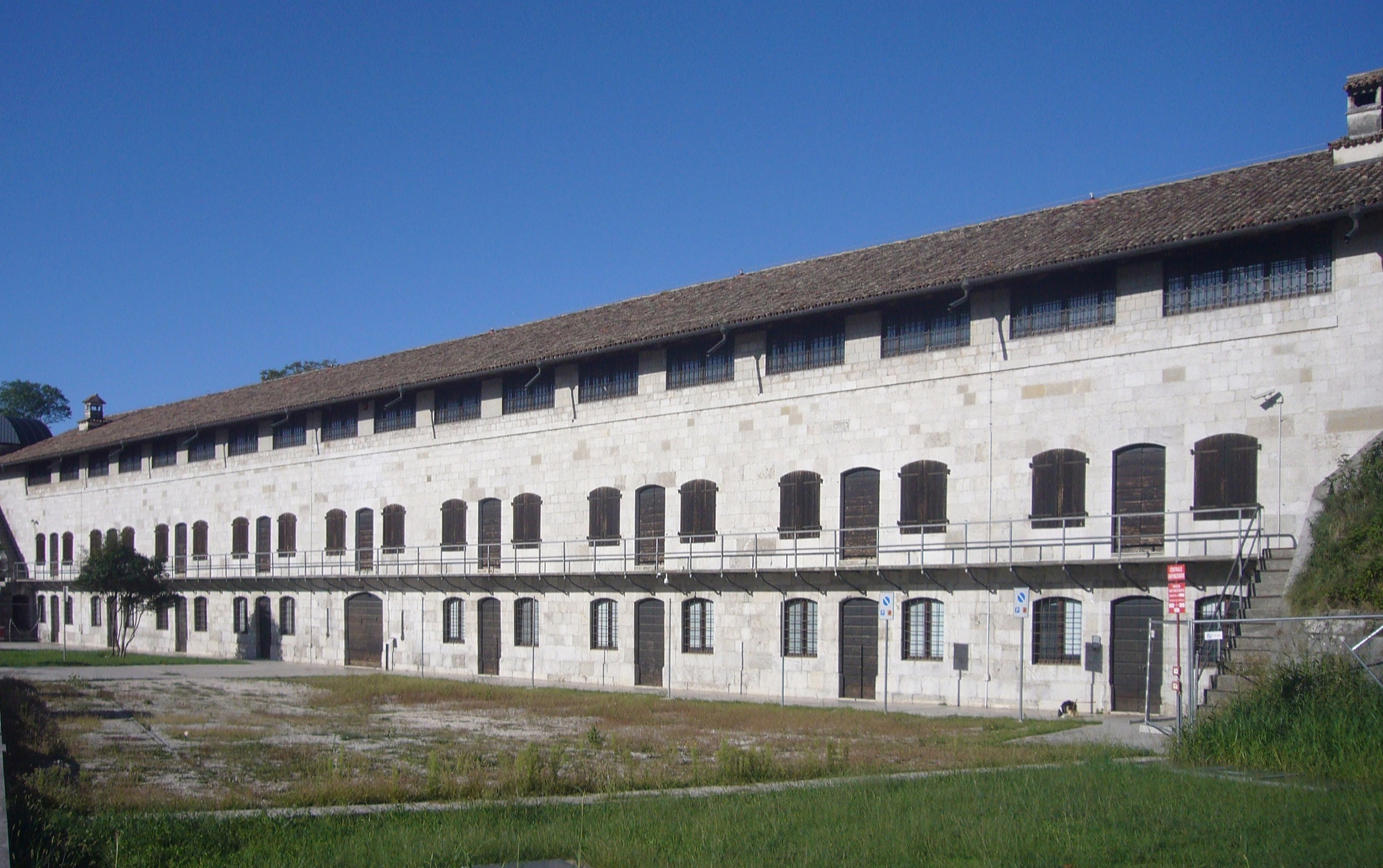
Caserma Montesanto

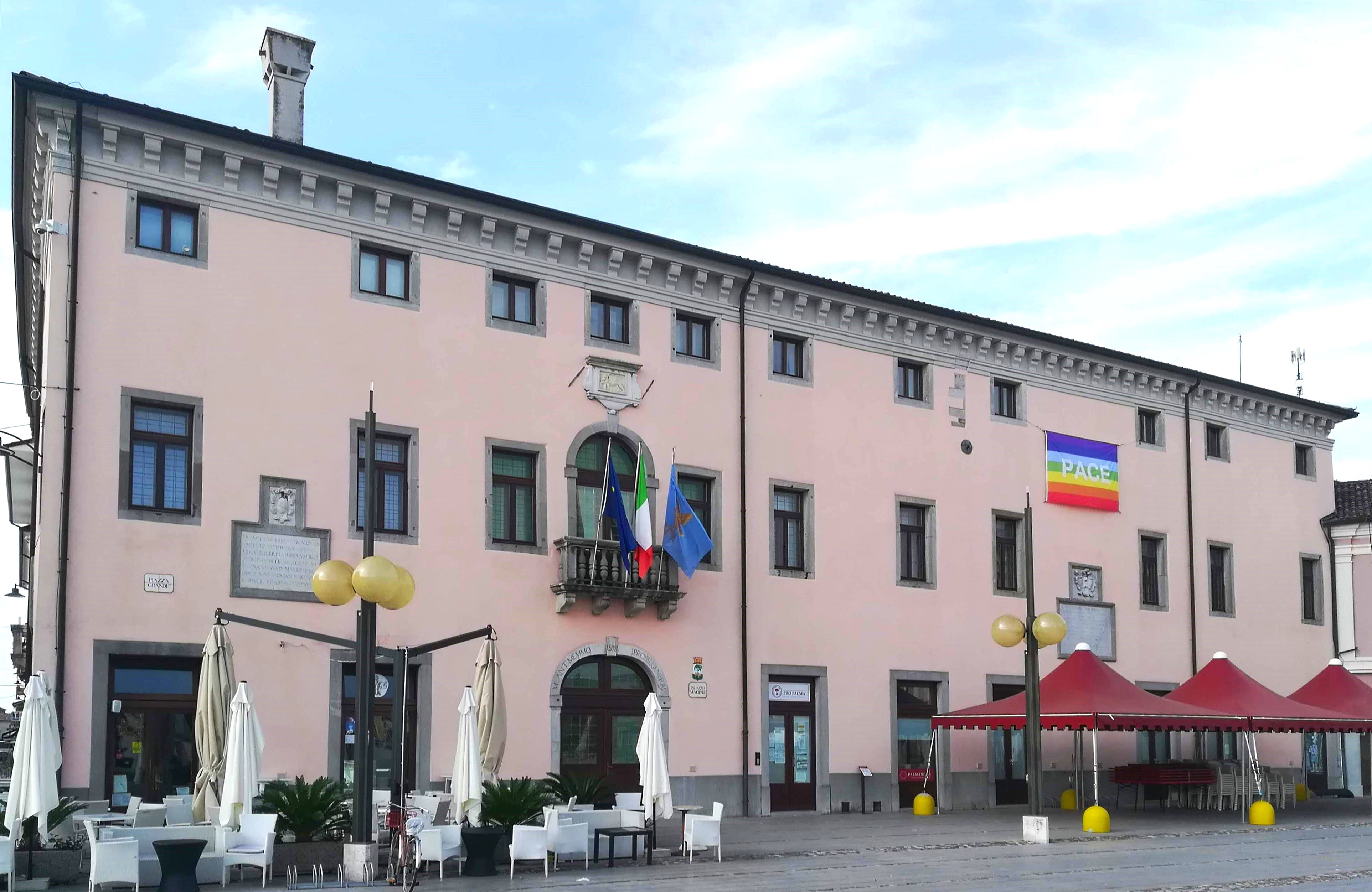
Il Palazzo del Comune, già del Provveditore Generale

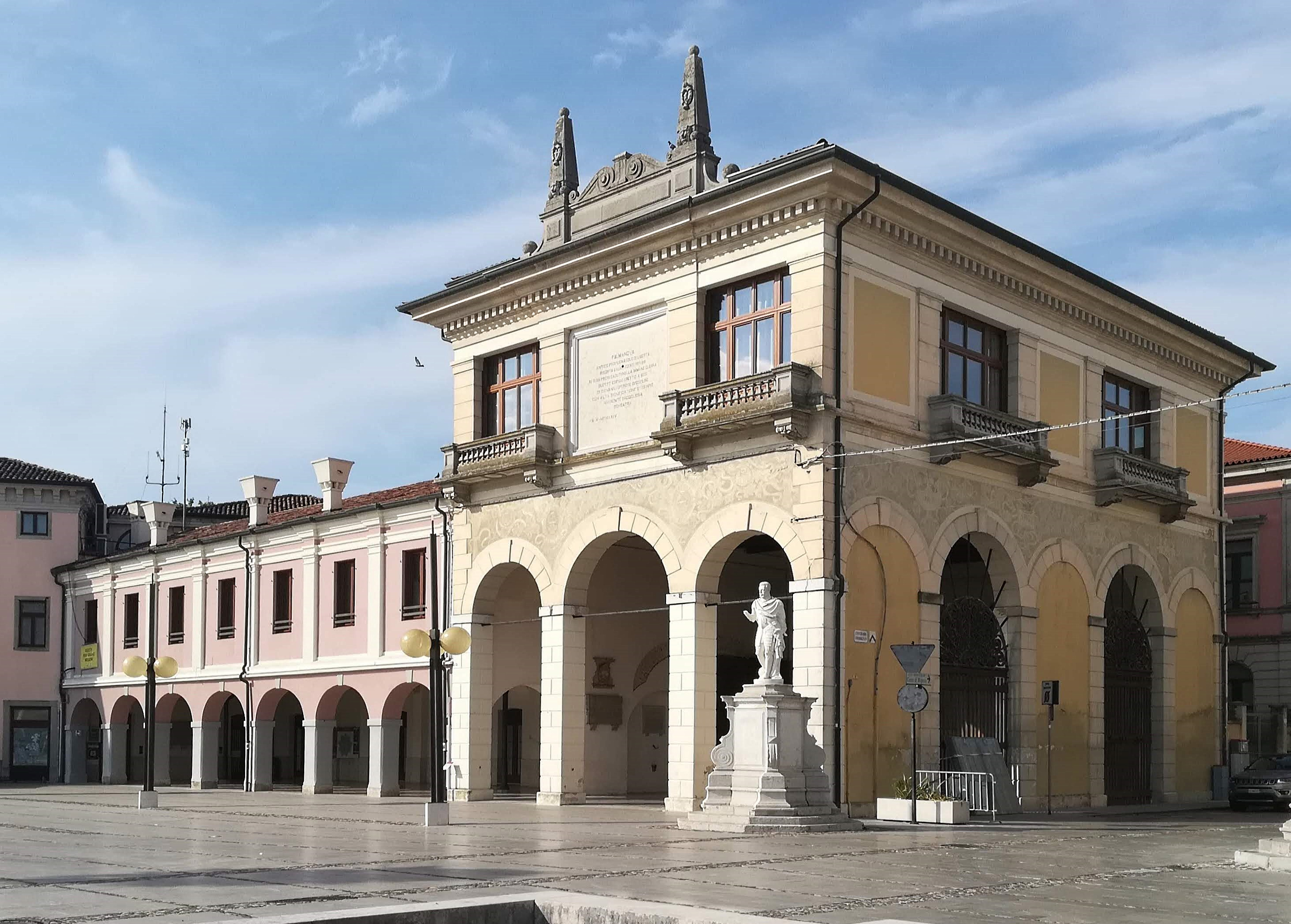
Loggia della Gran guardia

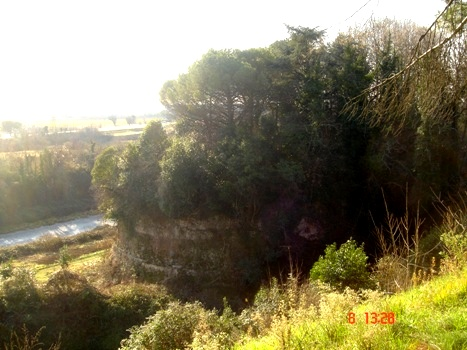
Baluardo della Fortezza

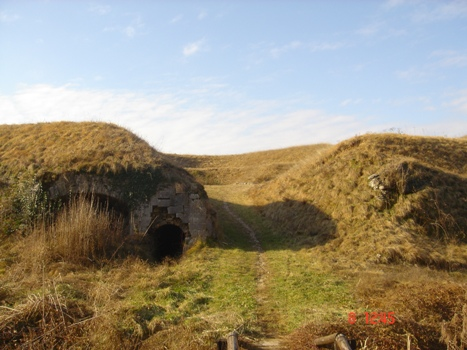
Rivellino

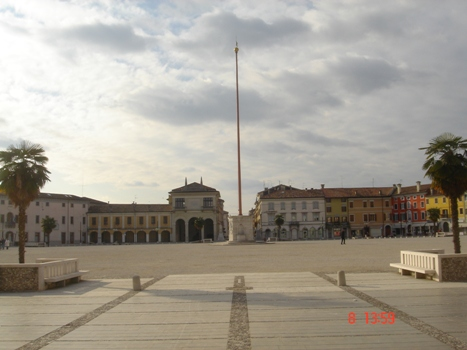
Piazza Grande

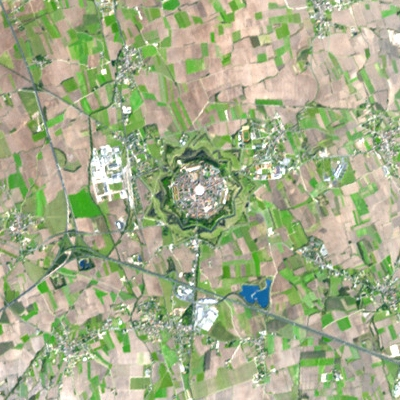
Palmanova vista dal satellite

- Le tre porte monumentali che permettono l'accesso alla città (Porta Udine, Porta Cividale, Porta Aquileia).
- Piazza Grande: è il principale spazio urbano di Palmanova, sul quale si affacciano i più importanti edifici della città, e le undici statue dei provveditori generali. A forma perfettamente esagonale, al suo centro poggia un basamento in pietra d'Istria dal quale si erge lo stendardo che mostra al suo culmine il simbolo della fortezza stessa. Volgarmente è chiamato "Mario dai Palmarini" o semplicemente "Mario".[11]
- Il duomo di Palmanova (1615-1636), che si affaccia sulla piazza Grande e rappresenta il miglior esempio di architettura veneziana in Friuli. All'interno, si può notare la pala dell'"Annunciazione" (1877), opera del pittore forlivese Pompeo Randi.
- Il museo civico storico di Palmanova, importante punto di partenza per avere una visione generale della complessa struttura urbana e del sistema fortificatorio della fortezza, dove le raccolte sono esposte in ordine cronologico dall'anno di fondazione alla prima guerra mondiale, allo scopo di creare un racconto storico che riassuma i quattro periodi della storia di Palmanova: veneziano, napoleonico, austriaco, italiano.
- Il museo militare della fortezza nel dongione di Porta Cividale.
- Il teatro " Gustavo Modena" in via Dante con la facciata ottocentesca in stile neoclassico.
- Il parco dell'Aviatore, dedicato al capitano di aviazione Valentino Jansa. Era il settembre 1971, il capitano stava sorvolando a bassa quota su un G. 91. Il suo aereo, per via di una avaria al motore, mise a rischio la sua vita, andandosi a schiantare sul bastione Foscarini.[12]
- La chiesa di San Francesco d'Assisi, in Piazza Garibaldi 17

### Museo storico militare
Il Museo storico militare ha sede sul dongione di Porta Cividale e raccoglie uniformi, cimeli e documenti inerenti ai Corpi e le Unità avvicendatesi a Palmanova dal 1593 alla seconda guerra mondiale. Da qui parte l'itinerario sul sistema fortificato che circonda la città. Le fortificazioni sono costituite da:
1. Cortina: è uno dei lati dell'ennagono della fortezza. Le porte di accesso alla città sono ubicate al centro di tre cortine;
2. Cavaliere: postazione elevata sulla cortina per le artiglierie di più lunga gittata;
3. Loggia (ubicata sull'angolo destro del bastione): all'interno sono visibili fotografie e riproduzioni di armi dell'artiglieria veneziana del secolo XVII;
4. Baluardo o bastione: terrapieno dalla caratteristica forma a punta di freccia, munito di piazzetta per l'artiglieria e di riservette per il deposito delle polveri;
5. Loggia (situata sul lato sinistro del baluardo): ricovero dotato all'interno di un caminetto e di un'ampia sortita che scende verso il fossato;
6. Falsabraga: terrapieno parallelo alla cortina per occultare gli spostamenti delle truppe dalle fortificazioni interne a quelle esterne;
7. Fossato: cunetta che separa la prima cerchia di fortificazioni dalla seconda linea difensiva veneziana;
8. Rivellino: terrapieno a foggia di bastione ubicato esternamente in asse alla cortina e protetto da fossato secco;
9. Lunetta: terza linea difensiva aggiunta da Napoleone, posta esternamente lungo l'asse dei baluardi. Ha casamatta centrale con le postazioni dei cannoni da fortezza ed è protetta ai lati da due locali in pietra con volta coperta. La lunetta è raggiungibile attraverso la strada esterna o attraverso un suggestivo percorso sotterraneo in galleria o mina, ubicata lungo la strada coperta vicino al fossato.

## Società

### Evoluzione demografica
Abitanti censiti

### Etnie e minoranze straniere
Al 31 dicembre 2015 gli stranieri residenti nel comune sono 440, ovvero l'8,08% della popolazione. Di seguito sono riportati i gruppi più consistenti:
1. Romania, 65
2. Marocco, 63
3. Kosovo, 44
4. Bosnia ed Erzegovina, 36
5. Ucraina, 31
6. Serbia, 29
7. Croazia, 25

### Lingue e dialetti
La popolazione di Palmanova, accanto alla lingua italiana, utilizza la lingua friulana. Ai sensi della deliberazione n. 2680 del 3 agosto 2001 della Giunta della Regione autonoma Friuli-Venezia Giulia, il Comune è inserito nell'ambito territoriale di tutela della lingua friulana ai fini della applicazione della legge n. 482/1999, della legge regionale n. 15/1996 e della legge regionale n. 29/2007.
La lingua friulana che si parla a Palmanova rientra fra le varianti appartenenti al friulano centro-orientale.
Ancora presente anche un dialetto di antica derivazione veneta, simile al dialetto veneto-udinese.

## Cultura

### Eventi

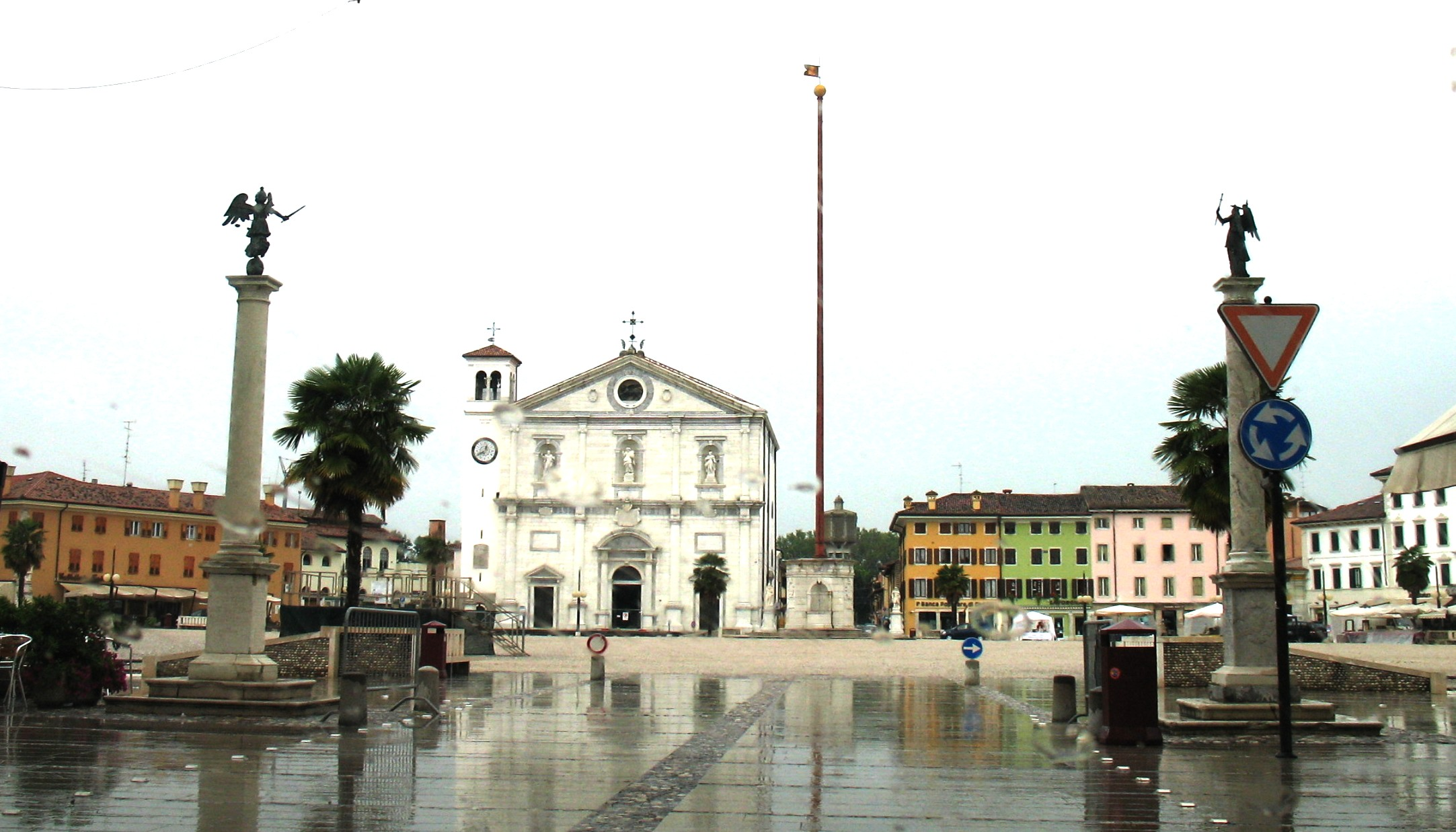
Piazza Grande con il duomo

- Sapori di Storia, Storia di Sapori: esposizione di prodotti a chilometri zero con stands eno-gastronomici per degustazioni;
- Guarda Che Luna, note immagini e brindisi a Palmanova, giovedì, venerdì e sabato sera dei mesi di giugno, luglio e agosto, musica e cinema in piazza, mostre d'arte, visite guidate alla Fortezza, concorsi di bellezza, degustazioni di vini
- Rievocazione storica, la seconda domenica di luglio, si svolge dal  1977 [17] e commemora il primo innalzamento del gonfalone con l'emblema del leone marciàno, avvenuto il 22 luglio 1602, al centro della piazza d'arme, in occasione del SS. Redentore, compatrono della città.
- Mostra mercato di stampe antiche: ha luogo nel mese di agosto presso la Polveriera Napoleonica di Contrada Foscarini
- A.D. 1615. Palma alle Armi: si svolge in occasione del primo fine settimana di settembre, rievocazione storica della prima fase della guerra di Gradisca o guerra del Friuli (1615-1617);
- Anniversario della fondazione della Fortezza: si tiene il 7 ottobre, in concomitanza con la festività patronale di Santa Giustina;
- Fiera dei sapori Friulani: evento del mese di ottobre con stands enogastronomici per l'esposizione di prodotti di aziende del territorio e altre iniziative (pedalata dei sapori, luna-Park, fiera-mercato, rassegna Non solo sposi).
- Mercatini di Natale - “Palma on ice” (nel mese di dicembre).
- Bet Festival (Bandiere e Tamburi)

## Economia

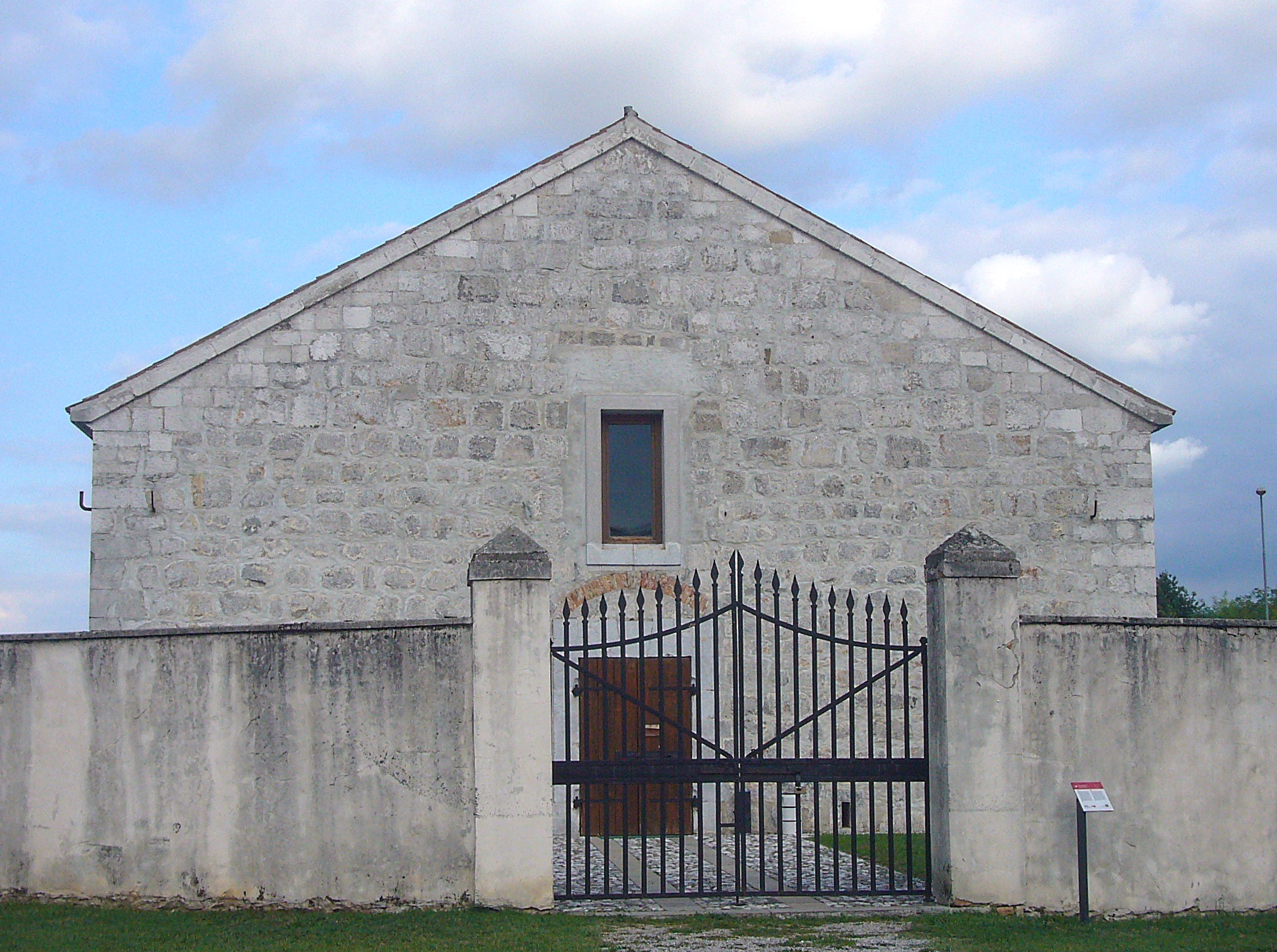
Polveriera Napoleonica

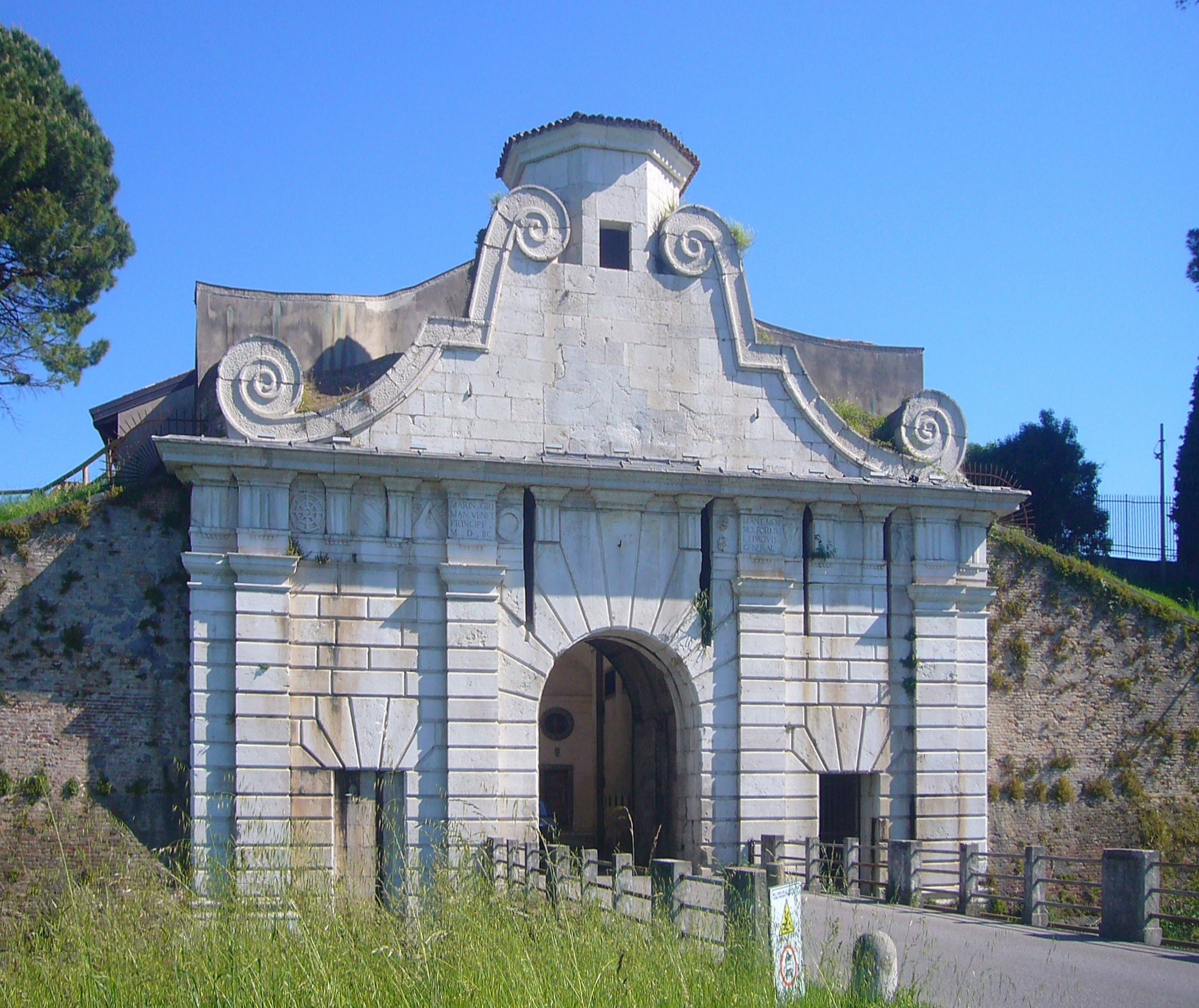
Porta Aquileia

Dal primo dopoguerra fino ai primi anni novanta, la città è stata il luogo di un'economia dei servizi, imperniata intorno alla presenza militare, per le attività relative al mantenimento delle strutture militari e del personale di stanza, sovente accompagnatosi alla propria famiglia. La posizione centrale di Palmanova nell'ambito della pianura friulana giocò un ruolo determinante nella scelta dei militari di insediarsi nella secentesca città stellata.
Accanto a scuole e ospedali civili sorsero numerosi istituti di credito e sedi territoriali, mentre l'attività industriale, tradizionalmente minoritaria nell'assetto economico palamarino, rimase limitata al solo settore manifatturiero e si concretizzò in un numero ristretto di realtà produttive, concentrate in una zona industriale di dimensioni marginali rispetto a quelle del tessuto urbano e commerciale (e che visse la sua breve fase di espansione soprattutto negli anni settanta).
Dopo il crollo del Muro di Berlino, iniziò il ritiro dei militari dislocati sul confine orientale dell'Italia e le loro strutture di Palmanova all'interno delle cinta muraria furono lasciate in stato di abbandono e di inutilizzo. La Grande Recessione dei primi anni Duemila acuì una crisi strutturale già in atto che portò ad un forte ridimensionamento delle attività commerciali nel volgere di un decennio.
Solo recentemente il demanio militare ha disposto la cessione al Comune di Palmanova di alcune aree occupate da caserme in disuso.
La pianificazione strategica della città prevede il recupero della tradizione commerciale e il rilancio del turismo nel contesto di una nuova identità.

## Infrastrutture e trasporti

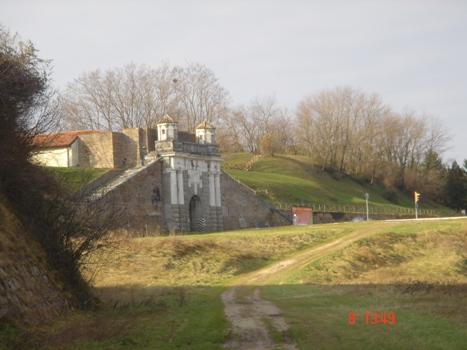
Porta Cividale

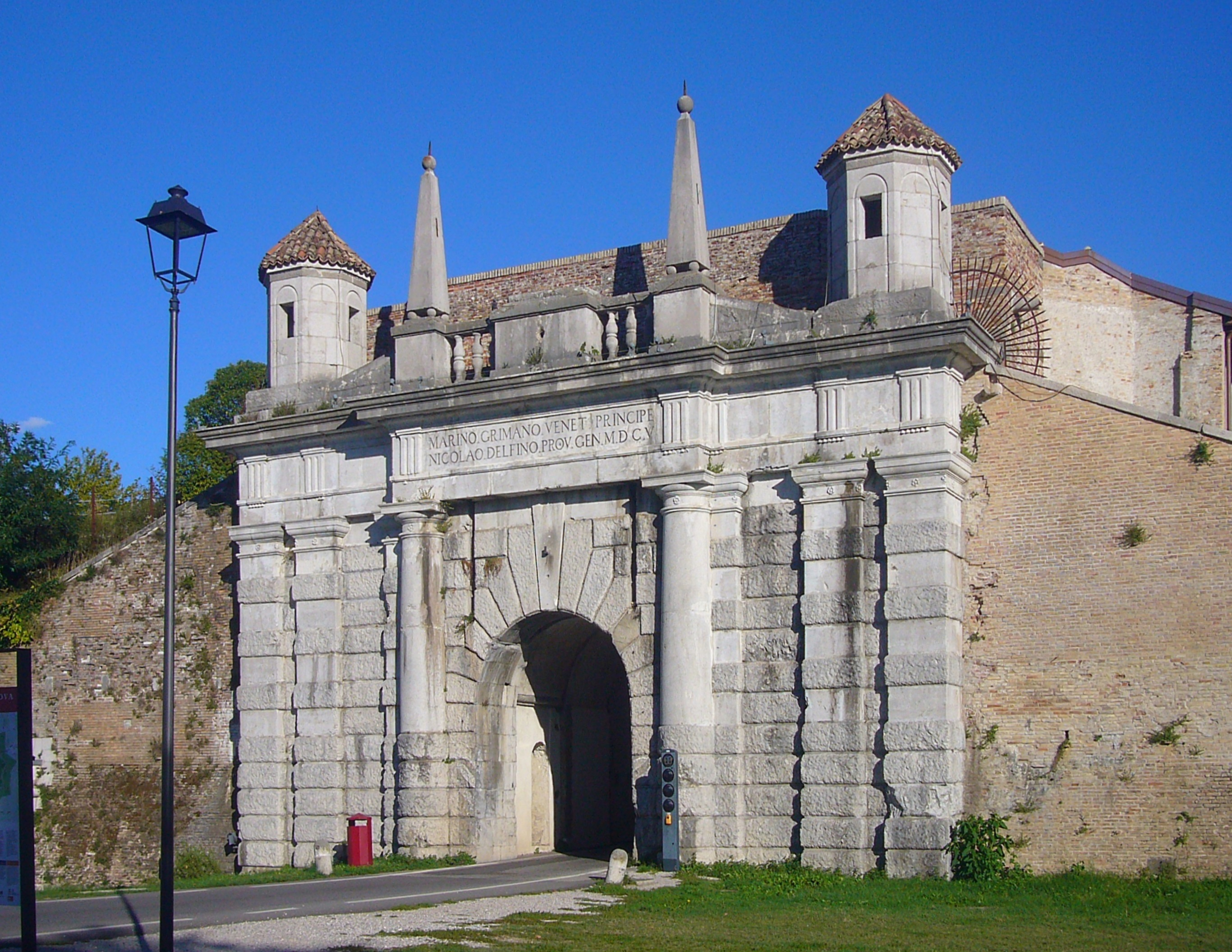
Porta Udine

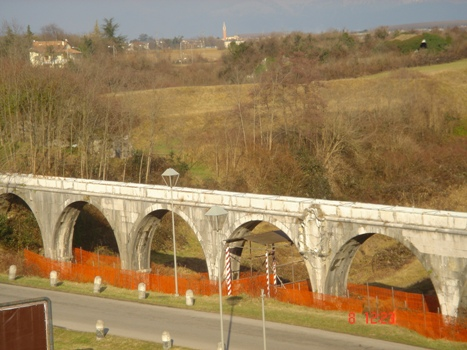
Acquedotto Veneziano presso Porta Udine

### Strade
Palmanova è attraversata dalla ex SS 252 e dalla ex SS 352.
Lo svincolo autostradale di Palmanova si trova lungo l'autostrada A4 Torino-Trieste. Nel territorio comunale di Gonars è presente anche l'interconnessione tra quest'ultima infrastruttura e l'Autostrada A23 Palmanova-Udine-Tarvisio.

### Ferrovie
Palmanova è dotata di una stazione sulla ferrovia Udine-Cervignano.

## Amministrazione
| Periodo        | Periodo        | Primo cittadino    | Partito                        | Carica               | Note                      |
| -------------- | -------------- | ------------------ | ------------------------------ | -------------------- | ------------------------- |
| 1995           | 1999           | Roberto Osso       | Lista civica (centro)          | Sindaco              |                           |
| 1999           | 2004           | Alcide Muradore    | Lista civica (centro-destra)   | Sindaco              |                           |
| 2004           | 2005           | Alcide Muradore    | Lista civica (centro-destra)   | Sindaco              | Deceduto il 10 marzo 2005 |
| 2005           | 2006           | Federico Cressati  | Lista civica (centro-destra)   | Vicesindaco reggente |                           |
| 2006           | 2011           | Federico Cressati  | Lista civica (centro-destra)   | Sindaco              |                           |
| 2011           | 2016           | Francesco Martines | Lista civica (centro-sinistra) | Sindaco              |                           |
| 5 giugno 2016  | 4 ottobre 2021 | Francesco Martines | Lista civica (centro-sinistra) | Sindaco              |                           |
| 4 ottobre 2021 | in carica      | Giuseppe Tellini   | Centro-sinistra                | Sindaco              |                           |